# 何嘉新
何嘉新（KARSON HO，1994年8月15日—），香港男歌手，2014年參加TVB歌唱比賽超級巨聲第四季，最後十強止步，曾經和高海寧、林奕匡等人合唱。2018年4月加入獨立經理人霍朗齊旗下的音樂團隊。同年6月，他參加了viuTV真人實況選秀節目Good Night Show 全民造星，於40晉30強賽事被淘汰。2018年8月29日參加廣東廣播電視台粵語好聲音晉身百強，兩天結集賽與全部香港歌手、樂隊成功由百強晉身43強席位。

## 音樂作品

### 2018
- 何嘉新 - 冰花

## 電視

### 2013
- 英皇新秀歌唱大賽 (8強)
- 中國快樂男聲 (香港區20強)

### 2014
- TVB 超級巨聲

### 2018

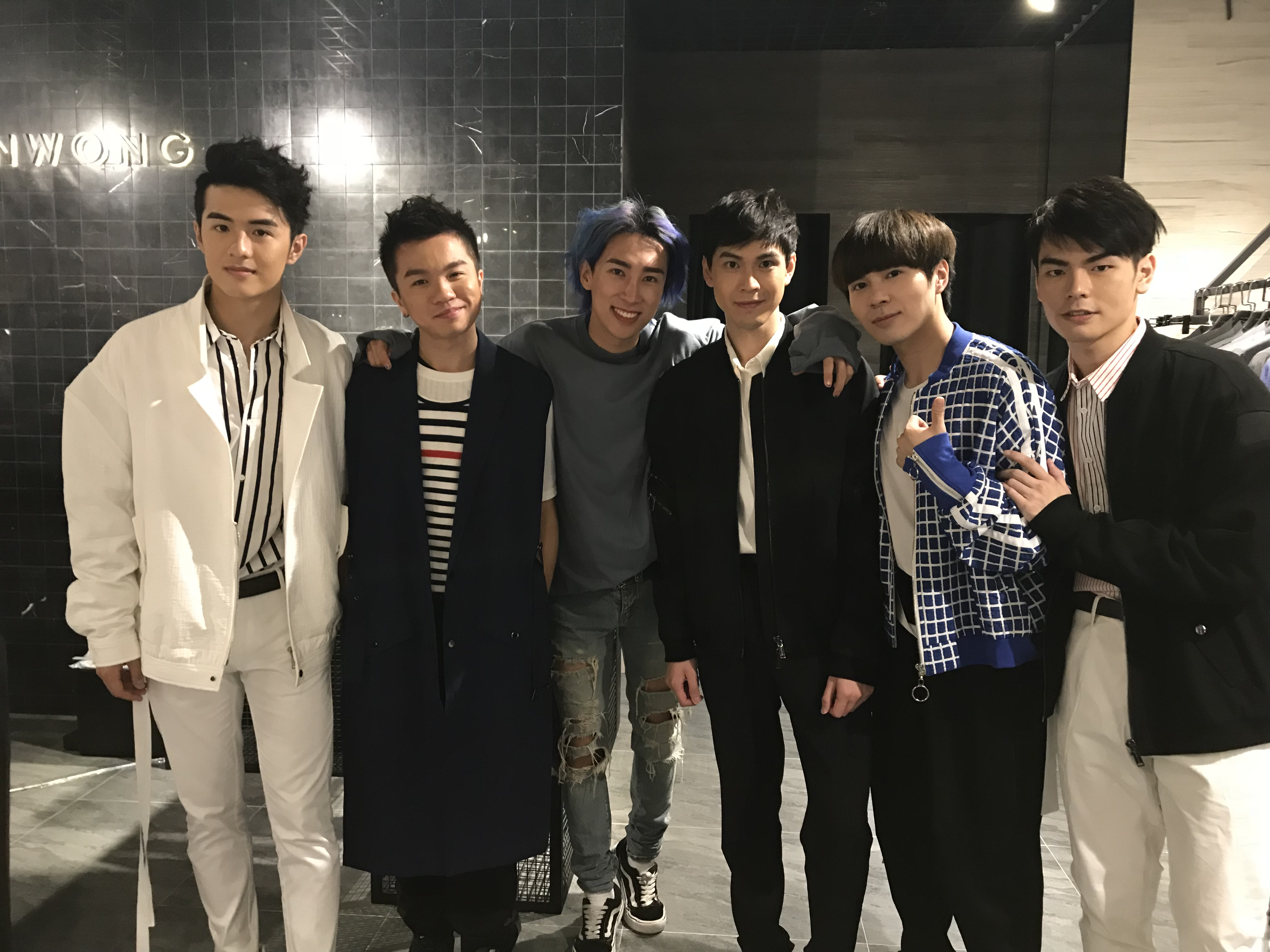
電視節目活動照片

- viuTV Good Night Show 全民造星
- 廣東廣播電視台 粵語好聲音

## 外部連結
- 何嘉新的Facebook專頁
- 壹週刊 - 《全民造星》個名太普通Oscar孖「嫩版陳家樂」何嘉新被out後發圍（页面存档备份，存于）
- 壹週刊 - 【嫩版陳家樂】《全民造星》何嘉新 秒殺網民成搶手貨（页面存档备份，存于）
- 新假期周 - ViuTV《全民造星》99位陳展鵬式衣著！網民：個造型師係咪玩嘢？（页面存档备份，存于）
- 星島日報 - 何嘉新獲與女神高海寧拖手合唱（页面存档备份，存于）
- ON.CC - 高海寧無綫處女獻唱電爆何嘉新（页面存档备份，存于）